# Roebljovka
Roebljovka (Russisch: Рублёвка) is een in Rusland wijdverbreide informele naam voor de landstreek rondom de Roebljovo-Oespenskoje sjosse (hoofdweg) direct ten westen van de stadsgrens van de stad Moskou. Karakteristiek voor Roebljovka zijn de vele villa's van hoge politici, succesvolle zakenmensen en personen uit de showbizz en de vastgoedprijzen, die tot de hoogste ter wereld behoren.
Roebljovka omvat de huizen aan de Roebljovo-Oespenskoje sjosse en in het directe achterland daarvan. Onderdeel hiervan zijn de plaatsen Roebljovo, Oesovo, Barvicha, Nikola Gora, Rasdory en Oespenskoje.

## Beschrijving

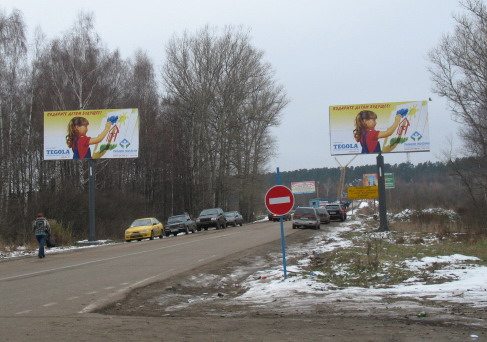
De sjosse nabij de Setoen-brug

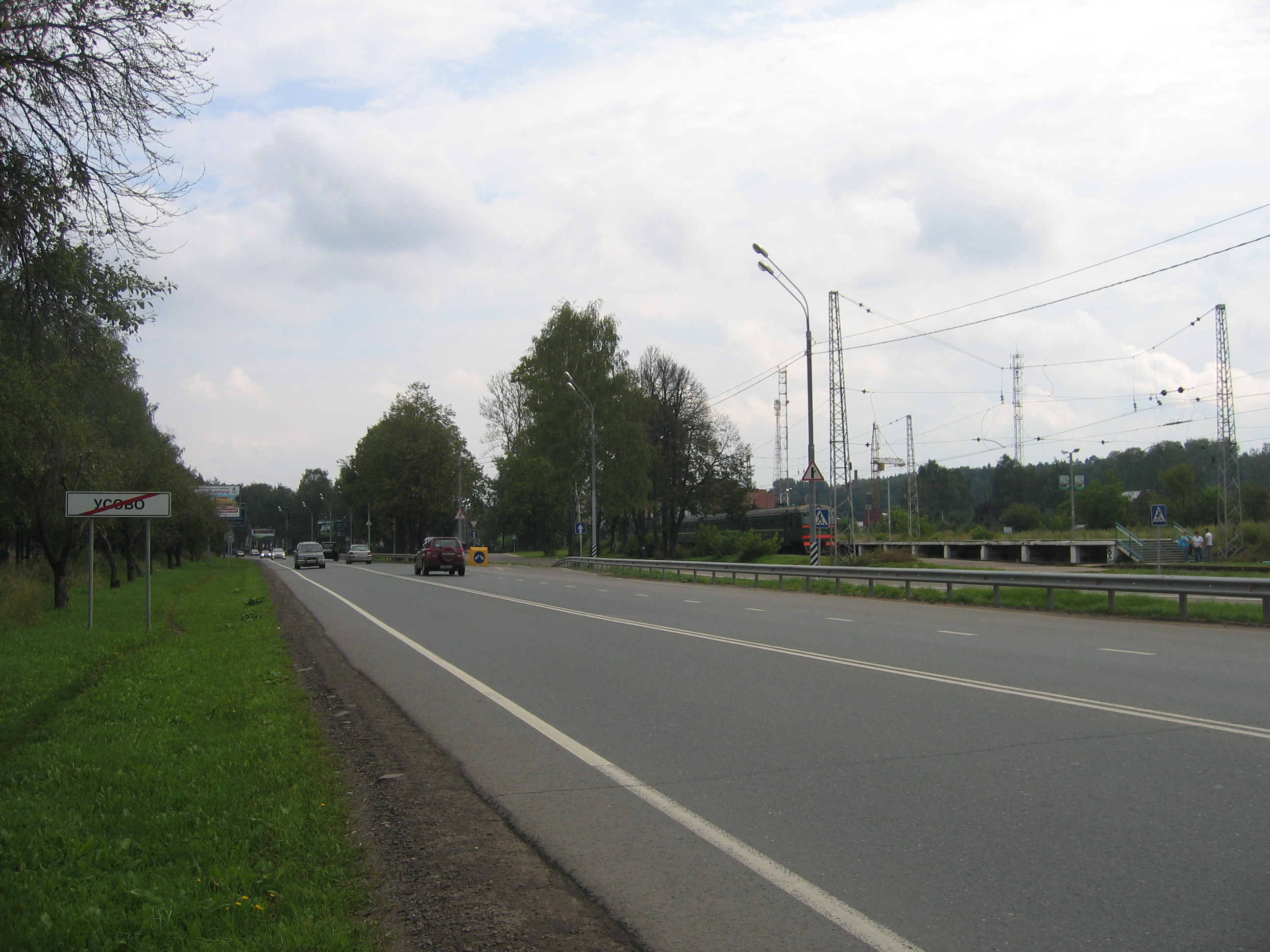
De sjosse bij de uitrit vanuit Oesovo

De uitvalsweg Roebljovo-Oespenskoje sjosse start in Moskou direct voor de stadsgrens en de ringweg MKAD, in het stadsdeel Krylatskoje en voert langs 20 kilometer tot aan de plaats Oespenskoje, vanwaaruit de weg verder voortgezet wordt als een lokale weg naar Zvenigorod. De sjosse werd aangelegd in 1903 en in 1912 werd de weg verder doorgetrokken door de aanleg van een brug over de rivier de Setoen.
De geschiedenis van Roebljovka als voorstad voor de adel begon rond de jaren 30 van de 20e eeuw, toen aan de Roebljovo-Oespenskoje sjosse in het aangrenzende deel van Moskou, in het toenmalige plaatsje Koentsevo de datsja van Jozef Stalin werd opgezet, alwaar hij ook stierf in 1953. In dezelfde periode ontstonden ten westen van de stadsgrens meerdere datsja's voor hoge partijfunctionarissen, alsook sanatoria, die ook waren bedoeld voor de politieke elite. Dat hiervoor uitgerekend de Roebljovo-Oespenskoje sjosse werd uitgekozen, kwam door het aantrekkelijke landschap en de ecologisch gezien gunstige ligging van dit gebied: De ligging ten zuiden van de oever van de Moskva, te midden van naaldbossen en het ontbreken van industrie rondom, terwijl de plaats wel goede verbindingen had met het centrum van Moskou, maakten de plaats tot aantrekkelijke recreatieplaats voor de Moskovieten.
Na de val van de Sovjet-Unie en de landprivatiseringen werd het voor iedereen met geld mogelijk om een stuk grond te bemachtigen in Roebljovka. Aangezien Roebljovka als een elitegebied gold, steeg de vraag naar grond in Roebljovka snel in het midden van jaren 90, daar toen een ieder die zich het financieel kon veroorloven zoals de "nieuwe Russen" (nouveaux riches), graag "in de buurt van de elite" wilde wonen. Daarop vlogen de grondprijzen de lucht in. Het is nu niet meer mogelijk om nog grond te vinden voor minder dan (omgerekend) 1000 euro per vierkante meter en de huizen in Roebljovka kosten niet zelden 10 miljoen euro of meer. De villa's bevinden zich in de regel niet direct aan de sjosse, maar in speciaal opgerichte kolonies die hermetisch van de buitenwereld zijn afgegrendeld en niet toegankelijk zijn voor mensen die er niet wonen zonder speciale passen. Daar hier ook talrijke hoge politici leven, waaronder president Vladimir Poetin op het landgoed Novo-Ogarjovo (Ново-Огарёво), wordt ook de sjosse zelf zwaar bewaakt door de politie. Het is er voor automobilisten verboden om er langzaam te rijden of er te stoppen. Langs de weg zijn nog maar weinig oude houten huizen (vooral oude datsja's) overgebleven.

## Spoorverbinding
Een overblijfsel uit de tijd dat Roebljovka nog geen eliteoord was, is een zijtak van de spoorlijn Moskou-Smolensk-Minsk, die aftakt bij Koentsevo en voert naar Oespenskoje langs vier tussenstations; Romasjkovo, Rasdory, Barvicha en Iljinskoje. Op de lijn rijden elektritsjka's van Station Moskva Beloroesskaja tot bijna direct aan de Roebljovo-Oespenskoje sjosse. De vraag is echter hoelang dit nog zal duren, daar nog slechts weinigen gebruikmaken van de lijn, waarover dagelijks ongeveer 10 treinen rijden.

## Volkscultuur
Roebljovka speelt een belangrijke rol in de roman Casual van schrijfster Oksana Robski. De humoristische Russische televisieserie Nasja Russia bevat een scène met twee zwervers uit Roebljovka.